# 科利內山 (普諾大區)
16°35′54″S 70°01′27″W / 16.59833°S 70.02417°W
科利內山（Coline），是秘魯的山峰，位於該國東南部普諾大區，由聖羅薩區和阿科拉區負責管轄，屬於安地斯山脈的一部分，海拔高度5,140米。